# 斯利德雷赫特
斯利德雷赫特（荷蘭語：Sliedrecht，荷蘭語：[ˈsli.drɛxt] ⓘ）是荷兰南荷兰省的一个市镇。2004年市镇人口23,837。该市镇面积14km²，其中1.22km²为水域。